# Dystrykt Mwinilunga
Dystrykt Mwinilunga – dystrykt w północno-zachodniej Zambii w Prowincji Północno-Zachodniej. W 2000 roku liczył 117 505 mieszkańców (z czego 49,82% stanowili mężczyźni) i obejmował 22 590 gospodarstw domowych. Siedzibą administracyjną dystryktu jest Mwinilunga.